# 峯村文人
峯村 文人（みねむら ふみと、1913年（大正2年）9月14日 - 2004年（平成16年）3月6日）は、日本の国文学者。

## 人物
長野県小県郡富士山村（現上田市）出身。旧制上田中学（長野県上田高等学校）を経て、1935年東京高等師範学校卒業、1935年から旧制新潟県立六日町中学教諭を務めた後、1940年東京文理科大学国文科卒業。東京府立第八高等女学校教諭から1942年小樽経済専門学校（学制改革により小樽商科大学）教授、1954年東京教育大学教授、1962年「新古今時代の研究」で東京教育大学文学博士。1977年定年退官、名誉教授、国際基督教大学教授。1984年同客員教授。1986年秋、勲三等旭日中綬章受勲。
大塚国語国文学会代表、全国大学国語国文学会常任理事を務めた。兄の峯村英薫は元大和銀行会長、元積水化学工業取締役。

## 著書
- 『大鏡新釈』金子書房、1954
- 『方丈記・無名抄・無名草子』學燈社、1955 学燈文庫
- 『十訓抄』學燈社 、1956 学燈文庫
- 『国語の徹底整理 受験準備の急所をつく』数研出版、1962 徹底整理シリーズ

### 共編著
- 『徒然草の研究』斎藤義光共著 績文堂、1960 古典解釈シリーズ
- 『就職女子作文 急所と対策』福田政義共著 新灯社、1962 9版
- 『学研中学国語』松山羊一共著　学習研究社、1962
- 『徒然草解釈大成』三谷栄一共編　岩崎書店、1966
- 『古典II 古文 徒然草』編 筑摩書房、1973
- 『古典II 古文 芭蕉』編 筑摩書房、1974
- 『古典II (古文)　百人一首』編 筑摩書房、1977
- 『新国語要覧』三谷栄一、斎藤義光共編 大修館書店、1982
- 『随筆・紀行・物語 古典(古文) 』秋山虔、西尾光一他共編 筑摩書房、1984
- 『新修反対語辞典』編 集英社、1988

### 校注
- 『新古今和歌集』校註 大日本雄辯會講談社、1950 新註國文學叢書
- 『日本古典文学全集 新古今和歌集』校注・訳 小学館、1974

### 記念論文集
- 『和歌と中世文学 峯村文人先生退官記念論集』東京教育大学中世文学談話会 1977

## 参考
- 『人事興信録』1995年
- 『人物物故大年表』日外アソシエーツ